# Vườn Boboli

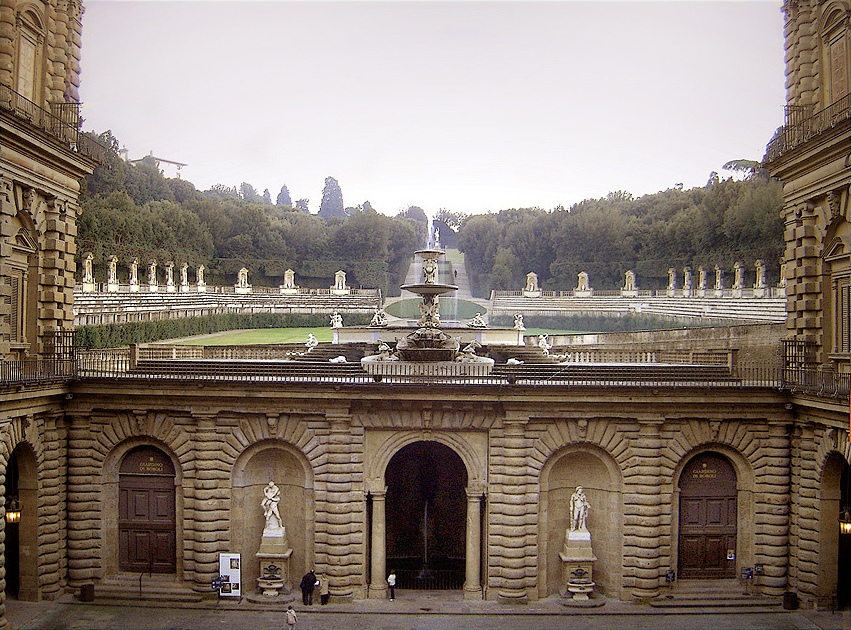
Hí trường Boboli, nhìn từ Palazzo Pitti

Vườn Boboli (tiếng Ý: Giardino di Boboli) là một công viên tại Florence, Ý. Đây là nơi chứa một bộ sưu tập các tác phẩm điêu khắc có niên đại từ thế kỷ 16 đến thế kỷ 18, với một số đồ cổ La Mã.

## Lịch sử và bố trí vườn

### Tên gọi
Vườn Boboli nằm ngay phía sau Cung điện Pitti, trụ sở chính của các Đại công tước Medici ở vùng Tuscany tại thành phố Florence. Đây là một trong những khu vườn Ý chính thống đầu tiên và quen thuộc nhất từ thế kỷ 16. Phong cách vườn tược từ giữa thế kỷ 16, được phát triển ở đây, đó là sự kết hợp của những trục dài, những con đường lớn được rải sỏi, một công trình lớn "được xây" bằng đá, các bức tượng và đài phun nước lộng lẫy được sử dụng, một lượng lớn các chi tiết tỉ mỉ, phối hợp giữa không gian nửa riêng tư và công cộng được báo hiệu bằng các điểm nhấn cổ điển: hang động, các tượng vệ nữ, một số ngôi đền và tương tự. Sự thoáng đãng của khu vườn, với một góc nhìn rộng trông thành phố, là một nét độc đáo vào thời điểm công trình này ra đời. Khu vườn tược rất xa hoa, nên không có bất kỳ ai ngoài gia đình Medici được phép tiếp cận khu vườn này, và không có các buổi giải trí hay tiệc tùng nào được tổ chức trong khu vườn.
Khu vườn Boboli được dành cho Eleonora di Toledo, vợ của Cosimo I de 'Medici. Từ lâu, cái tên Boboli hay được cho là bị nhầm do đọc sai từ "Bogoli", "Borgoli" hoặc "Bogole", một gia đình mà từ đó người ta đã mua đất để xây dựng khu vườn. Thực tế, các thành viên của gia đình Boboli đã tham gia các cuộc Thập tự chinh vào cuối thế kỷ thứ 11 và, do đó, họ đã bán "đồi Boboli", để lấy tiền cho việc di chuyển. Từ Jerusalem, họ cùng với các tu sĩ-chiến binh Saint John của Dòng Cứu tế Jerusalem (sau này gọi là Malta) đến Tây Ban Nha tại Uclès, nơi Hội Hiệp sĩ được cung cấp pháo đài để chống lại các vị vua Hồi giáo của bán đảo. Khi vua Castilla lấy pháo đài Uclés từ Hội này và chuyển cho Hội Hiệp sĩ của Santiago de Compostela, gia đình Boboli lại tiếp tục gắn bó với Hội Hiệp sĩ này (tuy nhiên, họ chỉ chấp nhận các thành viên đã lập gia đình trong khi các thành viên khác của Hội chỉ coi họ như là khách). Từ đó, khoảng 1215-1216, gia đình này đến Ba Lan, họ đã mua mảnh đất ngay cạnh cơ sở đầu tiên của Hội Hiệp sĩ Thánh Gioan của Dòng Cứu tế Jerusalem (Piasek Wielki, aso,... bên cạnh Stara Zagośc).. Một trong những hậu duệ nổi tiếng của họ là Thánh Andrew Bobola (trong tiếng Latin, họ của gia đình nói chung được viết ở dạng số nhiều là "Boboli", trong khi tên của đàn ông có biến thể "gens Bobola"). Từ thế kỷ 11 và đến tận ngày nay, cái tên "Boboli" ấy đã không thay đổi: vẫn còn có những người mang họ "Boboli" ở Florence. Do đó, không thể lập luận rằng tên "Boboli" là đọc sai của chữ "Bogole" - không thể nào lại sai cùng một kiểu như vậy đến 9 thế kỉ mà ngay tại trong nước Ý. Thực chất, các từ "Bogole", "Borgole" hoặc "Bogoli" là, trên thực tế, là đọc sai của tên "Boboli".
Cái tên Boboli chính nó bắt nguồn từ chữ "8V8" trong tiếng Etruscan, trong tiếng Latin thì thành "BOB", có nghĩa là "con bò". (Khi họ đến Ba Lan, họ đeo một chiếc nhẫn gia súc như là một kiểu gia huy, sau đó, vào năm 1328, họ lấy huy hiệu "leliwa". Đáng ngạc nhiên là, huy hiệu leliwa khá giống với huy hiệu của Fiesole, một thành phố có nguồn gốc từ văn minh Etruscan, ở gần và bên trên Florence: leliwa có một ngôi sao sáu cánh, trong khi Fiesole có một ngôi sao tám cánh, cùng với mặt trăng và ngôi sao ở cùng một vị trí tương ứng). Va cũng chú ý rằng vào cuối thời La Mã thời Trung cổ, từ "bobolus" có nghĩa là "bò".
Một nhà niên đại học người Ba Lan của thế kỷ 15, Jan Dlugosz, mô tả gia đình này là khởi nguồn từ "ex Reno", và "Reno" nên được hiểu là "Arno" chứ không phải "Rhine".

### Cấu trúc vườn

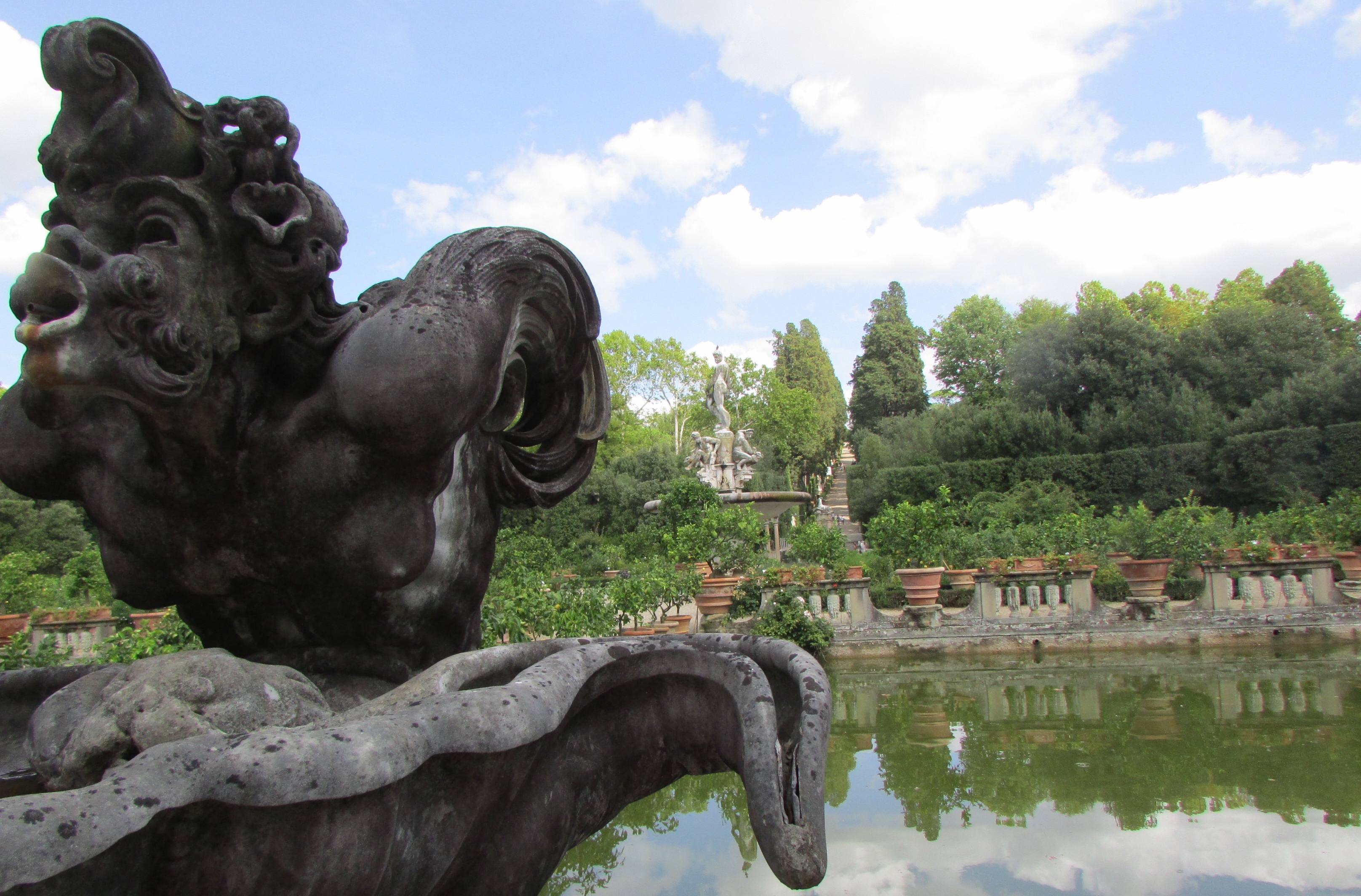
Đài phun nước Neptune của khu vườn

Giai đoạn đầu tiên của khu vườn được khởi dựng khá khó khăn bởi Niccolò Tribolo - trước khi ông qua đời vào năm 1550, sau đó được tiếp tục bởi Bartolomeo Ammanati, với những đóng góp trong kế hoạch từ Giorgio Vasari, người đã vạch ra các hang động, cùng các tác phẩm điêu khắc của Bernardo Buontalenti. Kiến trúc phức tạp của hang động ở sân trước tách biệt cung điện khỏi khu vườn là bởi Buontalenti.
Khu vườn thiếu nguồn nước tự nhiên. Để tưới cây trong vườn, một ống dẫn được xây dựng từ sông Arno gần đó để cấp nước trong một hệ thống thủy lợi phức tạp.
Trục chính của khu vườn, ở chính giữa mặt tiền phía sau của cung điện, dựng trên đồi Boboli trên nền một hí trường sâu , dễ làm ta gợi nhớ đến hình dạng của khoảng một nửa số trường đua xe hoặc trường đua ngựa cổ điển. Tại trung tâm của hí trường và thường ít khi được để ý là một cây cột tưởng niệm Boboli theo kiểu Ai Cập cổ đại , được mang từ Villa Medici ở Rome. Trục chính này kết thúc với một đài phun nước của Thần Biển Neptune (Một số người dân Florence đã bất kính gọi nơi này là "Đài phun nước cái Dĩa", mỉa mai cây đinh ba của vị thần), với tác phẩm điêu khắc Neptune của Stoldo Lorenzi có thể nhìn thấy trên đường chân trời khi khách đi lên bậc cấp.
Giulio Parigi đặt ra một trục thứ phụ dài, gọi là Viottolone hay Đường cây bách vuông góc với trục chính. Con đường này dẫn qua một loạt các bậc thang và các công trình liên quan đến nước, một trong số đó là khu phức hợp Isolotto, với những lùm cây nhỏ ở hai bên, và sau đó có thể ra khỏi khu vườn gần Porta Romana, một trong những cổng chính của hệ thống kín này. Năm 1617, Parigi xây dựng Hang Vulcan (Grotticina di Vulcano) dọc theo trục này.
Khu vườn đã trải qua nhiều giai đoạn mở rộng và phục chế các tác phẩm. Công trình được mở rộng vào thế kỷ 17 lên đến diện tích hiện tại là 45.000 mét ² (111 mẫu Anh). Khu vườn Boboli cũng dần biến thành một bảo tàng ngoài trời với tác phẩm điêu khắc trong vườn bao gồm các cổ vật La Mã, cũng như các công trình thế kỷ 16 và 17.
Trong giai đoạn đầu tiên của công trình, hí trường được khai quật ở sườn đồi phía sau cung điện. Ban đầu được tạo nên bởi các cạnh cắt và xanh, sau đó, công trình được trang trọng hóa bằng cách xây dựng phần trang trí đá bằng những bức tượng dựa trên thần thoại La Mã, ví dụ như Đài phun nước của Thần Biển - điêu khắc bởi Giambologna, sau đó chuyển đến một địa điểm khác trong cùng một khu vườn. Hang động nhỏ của Madama, và hang động lớn, đã được bắt đầu bởi Vasari và hoàn thành bởi Ammannati và Buontalenti giữa 1583 và 1593.